# Georges-Auguste Schmidlin
Georges-Auguste Schmidlin, francoski general, * 18. december 1880, † 29. marec 1971.